# Belarussischer Fußballpokal 1998/99
Der Belarussische Fußballpokal 1998/99 war die achte Austragung des belarussischen Pokalwettbewerbs der Männer. Das Finale fand am 29. Mai 1999 im Dinamo-Stadion von Minsk statt. Titelverteidiger Lakamatyu-96 Wizebsk schied im Achtelfinale gegen den späteren Sieger Belschyna Babrujsk aus, der sich im Finale gegen den FK Slawija-Masyr durchsetzte.

## Modus
Im Gegensatz zur Liga wurde der Pokal im Herbst-Frühjahr-Rhythmus ausgetragen. Alle Begegnungen wurden in einem Spiel ausgetragen. Bei unentschiedenem Ausgang wurde zur Ermittlung des Siegers eine Verlängerung gespielt. Stand danach kein Sieger fest, folgte ein Elfmeterschießen. Der Pokalsieger qualifizierte sich für den UEFA-Pokal.

## Teilnehmende Teams
| Wyschejschaja Liha (16) | Perschaja Liha (14) | Druhaja Liha (2)                            |
| --- | --- | ------------------------------------------- |
| - BATE Baryssau - FK Dinamo Minsk - Dinamo-93 Minsk - FK Slawija-Masyr - Belschyna Babrujsk - FK Dinamo Brest - FK Homel - FK Njoman Hrodna - FK Kamunalnik Slonim - FK Maladsetschna - Dnjapro-Transmasch Mahiljou - Tarpeda Kadina Mahiljou - Tarpeda Minsk - Naftan-Dewon Nawapolazk - FK Schachzjor Salihorsk - Lakamatyu-96 Wizebsk | - Swislatsch-Krowlja Assipowitschy - Belcard Hrodna - FK Bjarosa - Dynama-Enerhahaz Wizebsk - Dinamo-Juni Minsk - Kamunalnik Swetlahorsk - FK Lida - FK Pinsk-900 - FK Rahatschou - FK Palesse Masyr - FK Tarpeda Schodsina - Wedrytsch-97 Retschyza - FK Wejna - ZLiN Homel | - FK Weras Njaswisch - Swjasda WA-BHU Minsk |

## 1. Runde
Teilnehmer: 16 Mannschaften der ersten Liga, 14 Mannschaften der zweiten Liga und 2 aus der dritten Liga.
| Datum      |                                       | Ergebnis              |                                 |
| ---------- | ------------------------------------- | --------------------- | ------------------------------- |
| 18.07.1998 | Swislatsch-Krowlja Assipowitschy (II) | 0:3                   | Belschyna Babrujsk (I)          |
| 18.07.1998 | Dynama-Enerhahaz Wizebsk (II)         | 3:3 n. V. (3:4 i. E.) | Naftan-Dewon Nawapolazk (I)     |
| 18.07.1998 | FK Palesse Masyr (II)                 | 0:1                   | Tarpeda Minsk (I)               |
| 18.07.1998 | FK Rahatschou (II)                    | 0:1 n. V.             | FK Homel (I)                    |
| 18.07.1998 | Kamunalnik Swetlahorsk (II)           | 0:0 n. V. (4:3 i. E.) | FK Kamunalnik Slonim (I)        |
| 18.07.1998 | Wedrytsch-97 Retschyza (II)           | 0:9                   | BATE Baryssau (I)               |
| 18.07.1998 | ZLiN Homel (II)                       | 0:4                   | Dnjapro-Transmasch Mahiljou (I) |
| 18.07.1998 | FK Weras Njaswisch (III)              | 0:2                   | FK Slawija-Masyr (I)            |
| 18.07.1998 | FK Tarpeda Schodsina (II)             | 2:3                   | FK Dinamo Minsk (I)             |
| 18.07.1998 | Belcard Hrodna (II)                   | 0:3                   | Tarpeda Kadina Mahiljou (I)     |
| 18.07.1998 | FK Lida (II)                          | 0:1                   | FK Maladsetschna (I)            |
| 18.07.1998 | FK Bjarosa (II)                       | 1:2 n. V.             | FK Njoman Hrodna (I)            |
| 18.07.1998 | FK Pinsk-900 (II)                     | 1:2                   | FK Schachzjor Salihorsk (I)     |
| 18.07.1998 | FK Wejna (II)                         | 0:4                   | Lakamatyu-96 Wizebsk (I)        |
| 18.07.1998 | Dinamo-Juni Minsk (II)                | 0:1                   | FK Dinamo Brest (I)             |
| 18.07.1998 | Swjasda WA-BHU Minsk (III)            | 2:2 n. V. (5:4 i. E.) | Dinamo-93 Minsk (I)             |

## Achtelfinale
Teilnehmer waren die 16 Sieger der ersten Runde.
| Datum      |                                 | Ergebnis              |                             |
| ---------- | ------------------------------- | --------------------- | --------------------------- |
| 23.09.1998 | BATE Baryssau (I)               | 7:1                   | Swjasda WA-BHU Minsk (III)  |
| 23.09.1998 | Tarpeda Minsk (I)               | 2:1                   | Kamunalnik Swetlahorsk (II) |
| 23.09.1998 | Tarpeda Kadina Mahiljou (I)     | 0:2                   | FK Njoman Hrodna (I)        |
| 23.09.1998 | Dnjapro-Transmasch Mahiljou (I) | 2:0                   | Naftan-Dewon Nawapolazk (I) |
| 23.09.1998 | FK Dinamo Brest (I)             | 0:2                   | FK Homel (I)                |
| 23.09.1998 | Belschyna Babrujsk (I)          | 3:0                   | Lakamatyu-96 Wizebsk (I)    |
| 23.09.1998 | FK Dinamo Minsk (I)             | 2:4                   | FK Slawija-Masyr (I)        |
| 23.09.1998 | FK Maladsetschna (I)            | 1:1 n. V. (8:7 i. E.) | FK Schachzjor Salihorsk (I) |

## Viertelfinale
| Datum      |                             | Ergebnis |                                 |
| ---------- | --------------------------- | -------- | ------------------------------- |
| 29.04.1999 | BATE Baryssau (I)           | 2:1      | Dnjapro-Transmasch Mahiljou (I) |
| 29.04.1999 | FK Homel (I)                | 0:1      | FK Slawija-Masyr (I)            |
| 29.04.1999 | FK Maladsetschna (I)        | 1:3      | Tarpeda-MAZ Minsk (I) 1         |
| 29.04.1999 | Njoman-Belcard Hrodna (I) 2 | 0:1      | Belschyna Babrujsk (I)          |

## Halbfinale
| Datum      |                        | Ergebnis |                       |
| ---------- | ---------------------- | -------- | --------------------- |
| 11.05.1999 | Belschyna Babrujsk (I) | 1:0      | Tarpeda-MAZ Minsk (I) |
| 11.05.1999 | FK Slawija-Masyr (I)   | 2:1      | BATE Baryssau (I)     |

## Finale
| Paarung            | Belschyna Babrujsk – FK Slawija-Masyr |
| Ergebnis           | 1:1 n. V. (1:1, 1:0), 4:2 i. E. |
| Datum              | 29. Mai 1999 |
| Stadion            | Dinamo-Stadion, Minsk |
| Zuschauer          | 5.000 |
| Schiedsrichter     | Wadsim Schuk |
| Tore               | 1:0 Andrej Chlebasolau (9.) 1:1 Waleryj Strypjejkis (48.) Elfmeterschießen: 1:0 Sjarhej Rasumowitsch 1:1 Waleryj Strypjejkis 2:1 Jeuhenij Zimafejeu Aleh Samatau 3:1 Wital Michaljou 3:2 Ruslan Daniljuk 4:2 Andrej Turtschynowitsch Wasil Kyschnir                                                                            |
| Belschyna Babrujsk | Sergej Schalaj (45. Sergej Schemtschugow) – Ihar Schyszikau, Sjarhej Rasumowitsch, Jeuhenij Timafejeu, Andrej Chrypatsch (74. Wital Michaljou) – Ihar Hradboeu , Wjatschaslau Banyu (53. Wital Hamanovitsch), Aljaksandr Barysik, Eduard Hradaboeu – Andrej Chlebasolau, Andrej Turtschynowitsch. Cheftrainer: Iwan Sawoszikau |
| FK Slawija-Masyr   | Sjarhej Sinizyn – Walerij Apanas, Oleg Maljukow (31. Ruslan Daniljuk), Fjodar Lukaschenka, Oleg Samatow – Ihar Balin, Jury Antanowitsch (70. Wasil Kyschnir), Smizjer Tschaljej (46. Dmitrij Dsenisjuk), Dmitrij Karsakow – Artur Mazwjejtschyk, Waleryj Strypjejkis. Cheftrainer: Aleksandr Kusnetsow                         |
| Gelbe Karten       | Ihar Schyszikau, Jeuhenij Zimafejeu, Sjarhej Rasumowitsch – Jury Antanowitsch, Fjodar Lukaschenka |